# Första urtima riksdagen 1905

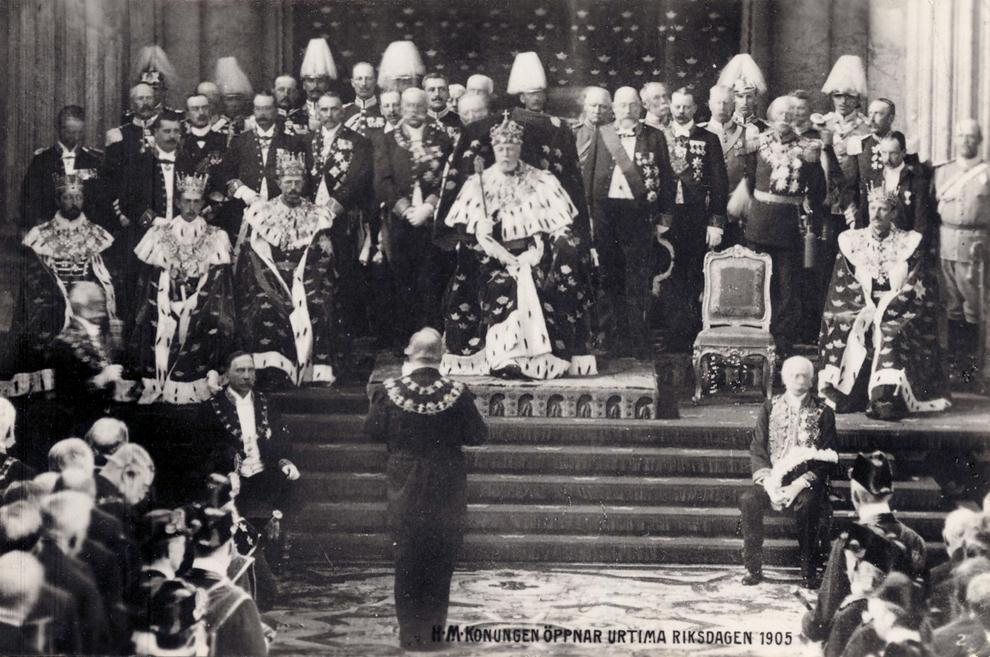
Oscar II öppnar urtima riksdagen den 21 juni 1905.

Första urtima riksdagen 1905 ägde rum i Stockholm. Riksdagen tillkallades med anledning av att norska stortinget den 7 juni hade förklarat den svensk-norska unionen upplöst. 
Detta var en urtima riksdag och riksdagens kamrar sammanträdde i riksdagshuset den 20 juni 1905. Riksdagsarbetet inleddes ceremoniellt genom riksdagens högtidliga öppnande i rikssalen på Stockholms slott den 21 juni. Första kammarens talman var Gustaf Sparre (oberoende), andra kammarens talman var Axel Swartling (Lantmannapartiet). Riksdagen avslutades den 3 augusti 1905.

## Krav på Norge
Riksdagen tillsatte ett särskilt utskott bestående av de främsta männen ur alla partier, med Christian Lundeberg som ordförande. Utskottet uppställde de krav från svensk sida som Norge hade att uppfylla för att unionen skulle kunna avvecklas på fredlig väg.
Dessa krav gjorde riksdagen till sina. Det första villkoret var att det norska folket genom allmän folkomröstning skulle tillkännage sin önskan angående unionens vara eller icke vara. Om det då visade sig att nationen allmänt önskade unionens upplösning, borde man undanröja sådana åtgärder som kunde innebära framtida fredshot från det ena landet mot det andra. Alltså skulle på vardera sidan om sydligaste delen av gränslinjen mellan de båda rikena fastställas en neutral zon, inom vilken inga militära operationer fick företas. De gränsfästningar som norrmännen på senare åren uppfört skulle demoleras och nya sådana befästningar inte få uppföras. Framtida tvister mellan rikena skulle i allmänhet avgöras genom skiljedom. Ett ytterligare villkor var att den rätt de svenska samerna vid den tiden hade att med sina renar årligen flytta över gränsen till Norge, skulle otvetydigt fastslås även för framtiden.